# Os ulnostyloideum
Os ulnostyloideum is de benaming voor een incidenteel voorkomend extra handwortelbeentje. Het os ulnostyloideum is eigenlijk een processus styloideus ulnae die niet gefuseerd is met de rest van de ellepijp. Op röntgenfoto's wordt een os ulnostyloideum soms onterecht aangemerkt als avulsiefractuur van de processus styloideus ulnae. Onderscheid hiertussen is echter uitermate lastig te maken., Er wordt beweerd dat het os ulnostyloideum een nauwe relatie heeft met dan wel synoniem is voor het os triquetrum secundarium. Het os triquetrum secundarium komt echter ook voor bij personen met een normale, intacte processus styloideus ulnae.

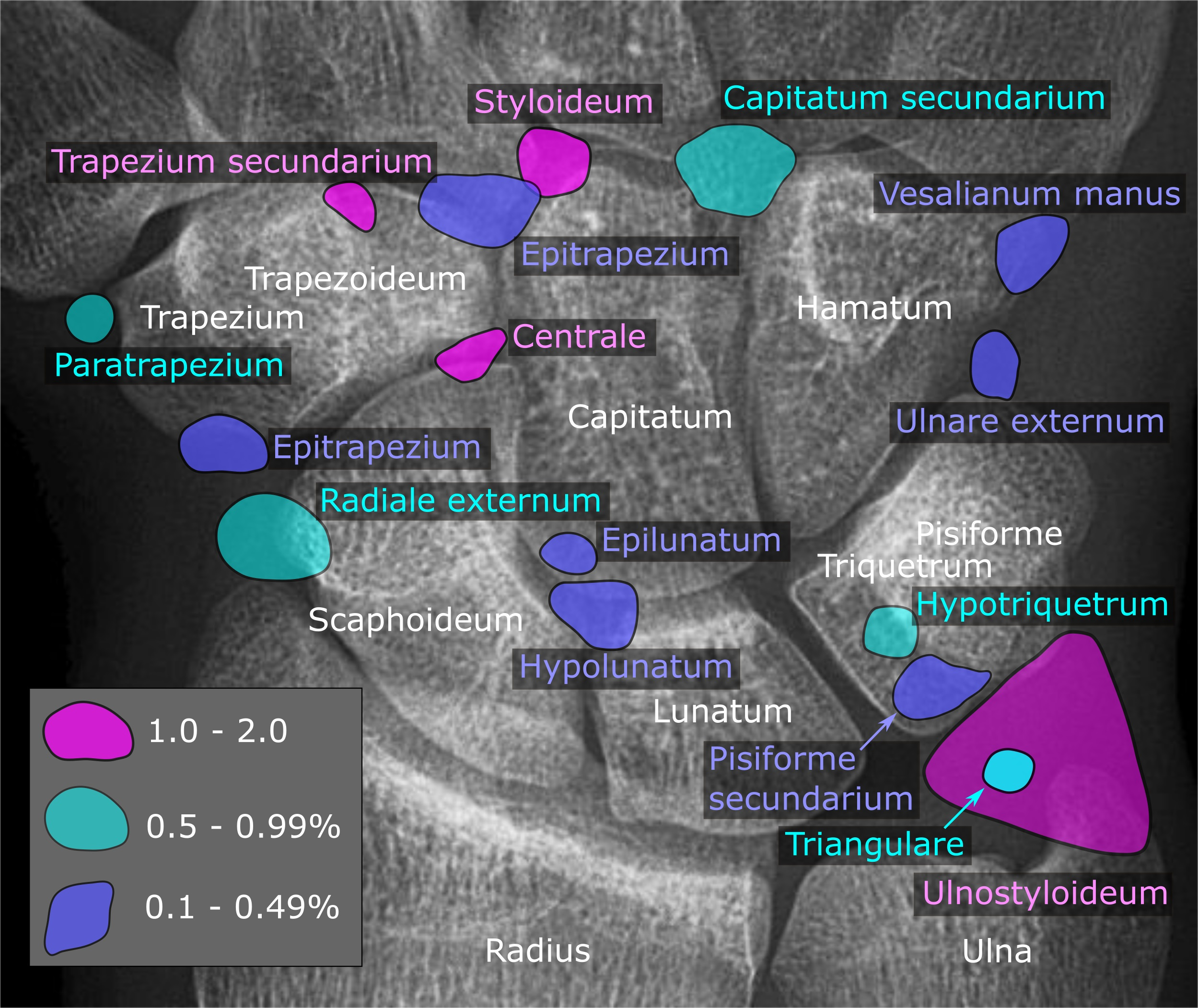
Röntgenfoto van de linker pols, met de extra handwortelbeentjes gekleurd naar hun prevalentie.